# Communicating Sequential Processes
Communicating Sequential Processes (CSP) ist eine von Tony Hoare an der Universität Oxford entwickelte Prozessalgebra zur Beschreibung von Interaktion zwischen kommunizierenden Prozessen. Die Idee wurde als imperative Sprache 1978 von Tony Hoare vorgestellt, dann von ihm zu einer formalen Algebra ausgebaut und 1985 mit der Veröffentlichung des Buchs mit dem gleichnamigen Titel Communicating Sequential Processes berühmt. Dieses Buch war 2003 laut CiteSeer bereits das dritthäufigst zitierte Werk der Informatik.
Als Abgrenzung zur ursprünglichen imperativen Sprache CSP wird die Prozessalgebra teilweise auch als Theoretical Communicating Sequential Processes (TCSP) bezeichnet.

## Anwendungen
- Die Programmiersprachen Go[2] und Occam beinhalten praktische Implementierungen der CSP.
- JCSP (Communicating Sequential Processes for Java) ist die Verbindung von CSP- und Occam-Konzepten in einer Java-API.
- Mit C++CSP2 ist eine entsprechende Implementierung für C++ verfügbar.
- das Message Passing Interface
- die Parallel Virtual Machine.

## Auszug aus der Syntax und Semantik
- CSP verwendet Großbuchstaben für Zustände des Automaten sowie Kleinbuchstaben für Ereignisse. Die durch Ereignisse ausgelösten Zustandsübergänge werden durch einen Pfeil (→) gekennzeichnet.
  - (x → B)   Auf das Ereignis x folgt der Zustand B
  - (x → y → B)   Auf die Ereignisfolge x und dann y folgt Zustand B

- In CSP werden bedingte Ereignisse durch Angabe des Auswahloperators | definiert.
  - (x → A | y → B)   Wenn Ereignis x, dann Zustand A. Wenn Ereignis y, dann Zustand B

- Die Menge der Zustände und Ereignisse, die ein über CSP definierter Automat akzeptiert, wird durch das Alphabet αP angegeben. Jeder Automat enthält einen zusätzlichen Zustand STOP in αP, aus dem ein weiterer Zustandsübergang per Definition nicht mehr erlaubt ist.

- Sequentielle Komposition wird durch das Einführen von Zwischenzuständen ermöglicht.
  - P = (x → A), A = (y → B)   ist äquivalent zu
  - P = (x → y → B)

- Die Parallelschaltung von Prozessen, die dieser Prozessalgebra den Namen gab, wird durch die Angabe des Symbols || erreicht.
  - P = (a → (b → P | x →  b → P))   mit   αP = {a, b, x}
  - Q = (a → b → Q | y → b → Q)   mit   αQ = {a, b, y}
  - P || Q   akzeptiert alle Zeichenfolgen {ab, axb, yb} sowie beliebige sequentielle Kombinationen

- Rekursionen sind möglich.
  - P = (x → y → P)   generiert die unendliche Abfolge der Ereignisse xyxyxy…